# ISO 1043

Beispiel

Die Normenreihe ISO 1043 legt in Teil 1 Kurzzeichen für Kunststoffe, in Teil 2 Füll- und Verstärkungsstoffe, in Teil 3 Weichmacher und in Teil 4 Flammschutzmittel fest. Außerdem führt jede Teilnorm Kennbuchstaben zur weiteren Differenzierung ein (z. B. A – amorph, E – verschäumt, P – weichmacherhaltig im Teil 1). Die Teile der ISO 1043 wurden zuletzt 2016 (Teil 3), 2011 (Teil 1 und 2) und 1998 (Teil 4) veröffentlicht. Sie ersetzt die DIN 7723.